# Lake Cadibarrawirracanna
Lake Cadibarrawirracanna är en sjö i Australien. Den ligger i delstaten South Australia, omkring 740 kilometer nordväst om delstatshuvudstaden Adelaide. Lake Cadibarrawirracanna ligger 96 meter över havet. Arean är 111 kvadratkilometer. Den sträcker sig 24,4 kilometer i nord-sydlig riktning, och 24,4 kilometer i öst-västlig riktning.
Omgivningarna runt Lake Cadibarrawirracanna är i huvudsak ett öppet busklandskap. Trakten runt Lake Cadibarrawirracanna är nära nog obefolkad, med mindre än två invånare per kvadratkilometer. Genomsnittlig årsnederbörd är 175 millimeter. Den regnigaste månaden är februari, med i genomsnitt 47 mm nederbörd, och den torraste är oktober, med 2 mm nederbörd.